# Wilhelm Lehmbruck
Wilhelm Lehmbruck (Meiderich, près de Duisbourg, 4 janvier 1881 - Berlin, 25 mars 1919), est un sculpteur et graveur allemand, pionnier de la sculpture moderne du XXe siècle.

## Biographie
Il est le 4e enfant d'une famille dont le père est mineur. Après l'école primaire, il étudie, de 1895 à 1901, à l'école des arts décoratifs de Düsseldorf, tout en travaillant, après la mort de son père en 1899, comme assistant dans un atelier de sculpture ; puis, de 1901 à 1907, il continue sa formation artistique à l'Académie des beaux-arts de Düsseldorf.
À la fin de ses études, il devient membre de l'association des artistes de Düsseldorf et de la Société nationale des beaux-arts de Paris, laquelle organise en 1907 une exposition au Grand Palais où sont présentées pour la 1re fois à un public international les sculptures de Wilhelm Lehmbruck.
En 1910, il s'installe à Paris, dans le quartier du Montparnasse, avec sa femme Anita, épousée en 1908 et leur fils Gustav Wilhelm, né en 1909. Durant leur séjour parisien, un second fils, Manfred, naît en 1913. À Paris, Wilhelm Lehmbruck fréquente Constantin Brâncuşi, Alexandre Archipenko, Auguste Rodin, Aristide Maillol, Amadeo Modigliani et c'est le galeriste parisien Roger Levesque qui l'expose en juin 1914.
Outre Paris, il expose à Berlin, Cologne, Munich, puis les États-Unis s'intéressant à ses œuvres, participe aux trois expositions de New York, Boston et Chicago de l'International Exhibition of Modern Art (février-mai 1913).
En 1914, peu avant la Première Guerre mondiale, il retourne à Berlin où il possède un atelier et peut effectuer des tirages en bronze de ses plâtres ; mobilisé, il est affecté comme infirmier dans un hôpital militaire de la ville où il sert deux ans puis, en 1916, il est nommé peintre de guerre, stationné à Strasbourg. Le directeur de la Kunsthalle de Meinheim, Fritz Wichert, organise sa première exposition personnelle la même année.
En décembre 1916, il rejoint Zurich où naît son troisième fils, Guido. En janvier 1919, il revient à Berlin pour exécuter quelques portraits gravés et bustes de commande. Entre-temps, l'Académie des beaux-arts de Prusse le nomme membre officiel, mais le courier est envoyé à Zurich, l'artiste n'en aura pas connaissance.
Souffrant d'une profonde dépression, il met fin à ses jours le 25 mars 1919. Il est enterré dans le cimetière de Forest à Duisburg-Wanheimerort aux côtés de sa femme, Anita.
Sous la dictature nazie (1933-1945), il est désigné comme représentatif de l'art dégénéré.
Il est désigné par Joseph Beuys dans Par la présente, je n'appartiens plus à l'art (éditions L'Arche) comme étant la personne qui, par l'intermédiaire du cliché d'une de ses œuvres, a déclenché sa vocation de plasticien.

## Sculptures
Le sujet traité principalement par Wilhelm Lehmbruck est le corps humain et ses premières sculptures sont de style naturaliste. Sa période parisienne, sous l'influence des artistes sculpteurs fréquentés, marque une évolution et son œuvre est alors d'une grande expressivité et intériorité.
Outre le Stiftung Wilhelm Lehmbruck Museum - Zentrum Internationale Skulptur, ses sculptures sont exposées dans ces musées :
- Aichi Prefectural Museum of Art à Nagoya ;
- Honolulu Academy of Arts à Honolulu ;
- Indiana University Art Museum à Bloomington ;
- Museum of Modern Art à New York ;
- Nasher Sculpture Center à Dallas ;
- National Galleries of Scotland à Édimbourg ;
- National Gallery of Art à Washington D.C. ;
- Norton Simon Museum à  Pasadena ;
- Schleswig-Holstein Museums à Norderstedt ;
- Städel Museum à Francfort ;
- Tate Gallery à Londres ;
- Von der Heydt Museum à Wuppertal.

Ses œuvres ont été exposées lors de la première édition de Documenta à Cassel en 1955. Le catalogue raisonné a été publié en 2001.

## Gravures
Lehmbruck est l'auteur d'eaux-fortes, pointes sèches et lithographies originales, soit près d'une centaine de pièces, aujourd'hui très recherchées. Il exécute sa première planche à Paris en 1910 et l'année suivante, se lance lui-même dans la production d'estampe, effectuant ses propres tirages. On compte plusieurs séries : Mère et Enfant ; Le Quartier Latin ; Nus... Durant son séjour à Berlin puis à Zurich, il produit également des lithographies. Le catalogue raisonné de ses estampes a été établi en 1964 par Erwin Petermann.

## Galerie

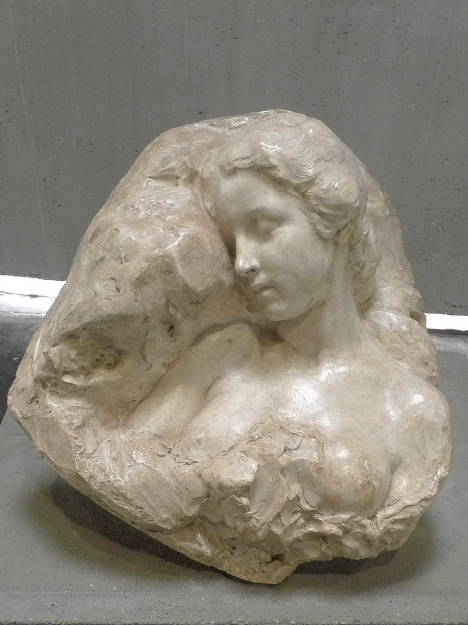
Schlaf (1907).
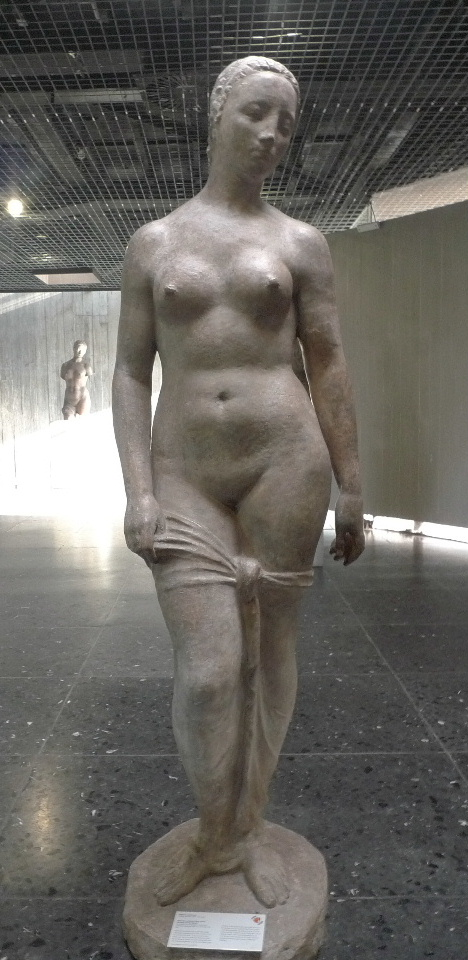
Stehende weibliche Figur (1910).
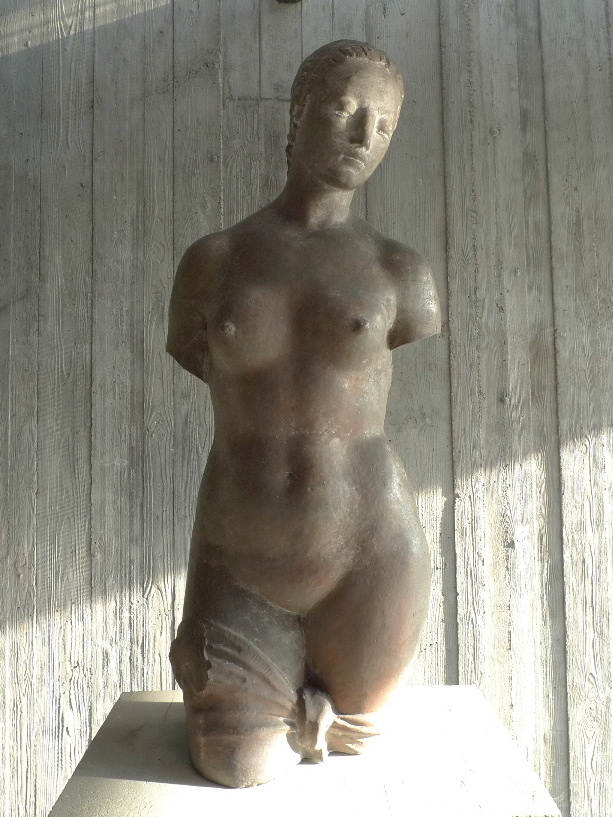
Weiblicher Torso ( Torso der Großen Stehenden) (1910).
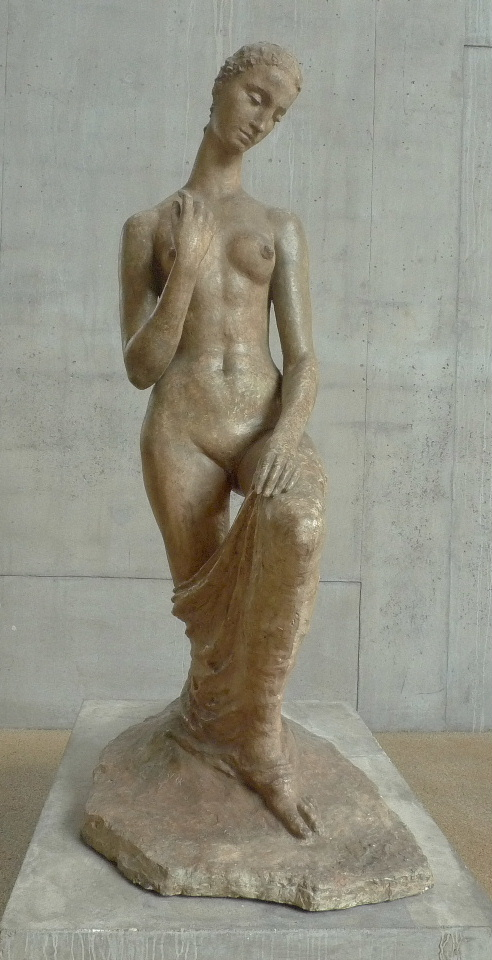
Kniende (1911).
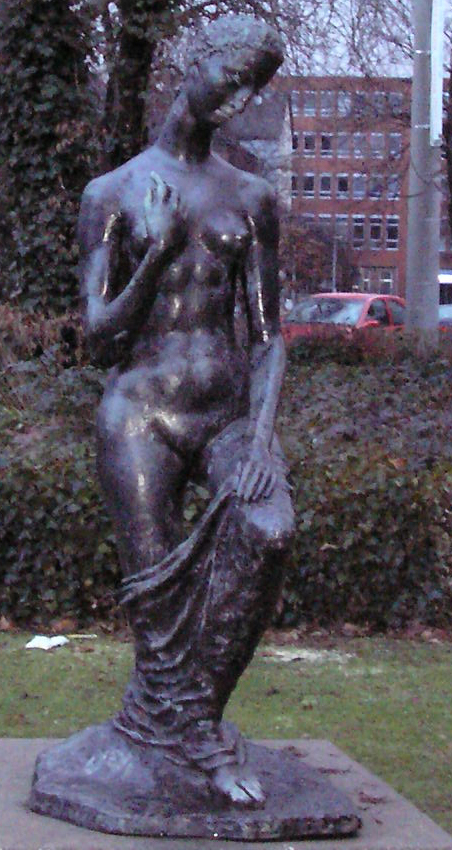
Die Kniende (1911).
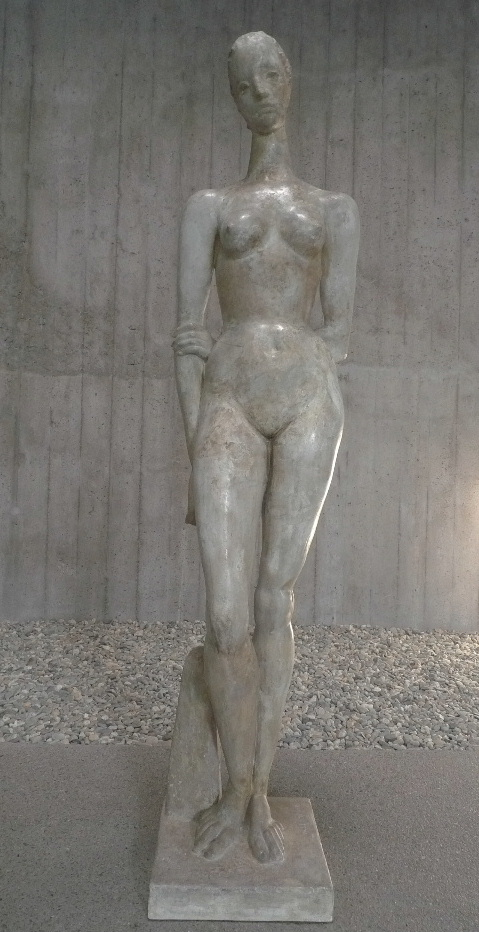
Große Sinnende (1913).
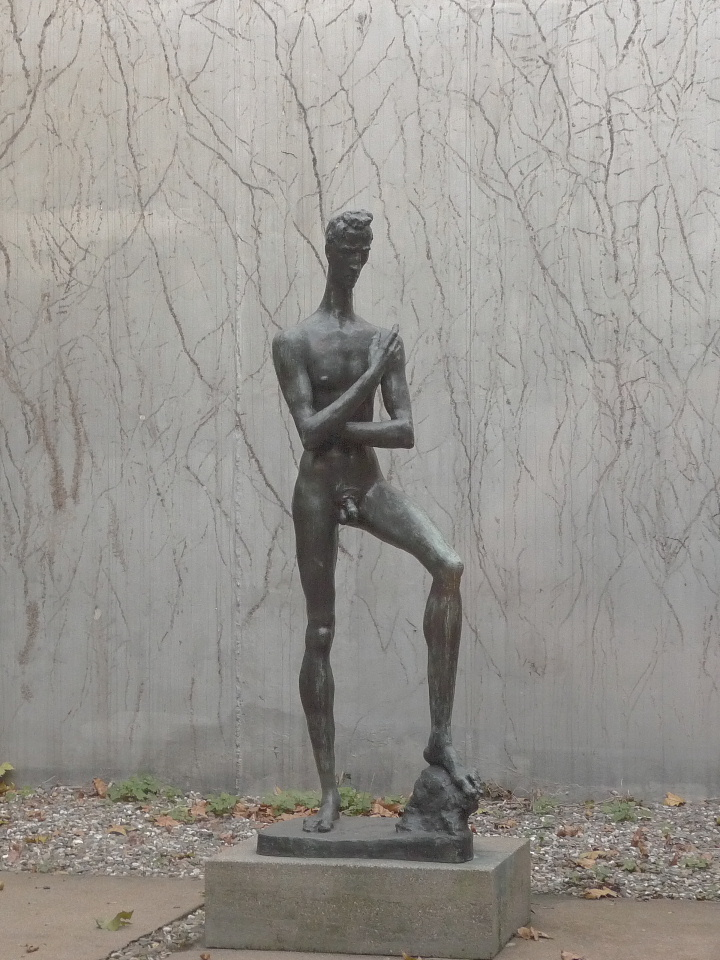
Emporsteigender Jüngling (1913).
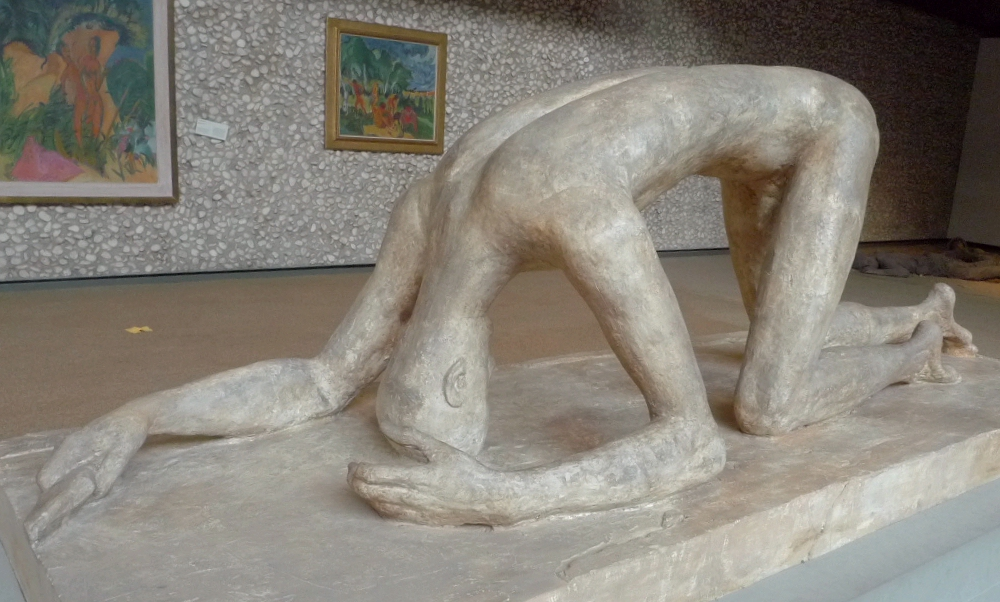
Der Gestürzte (1915/16).
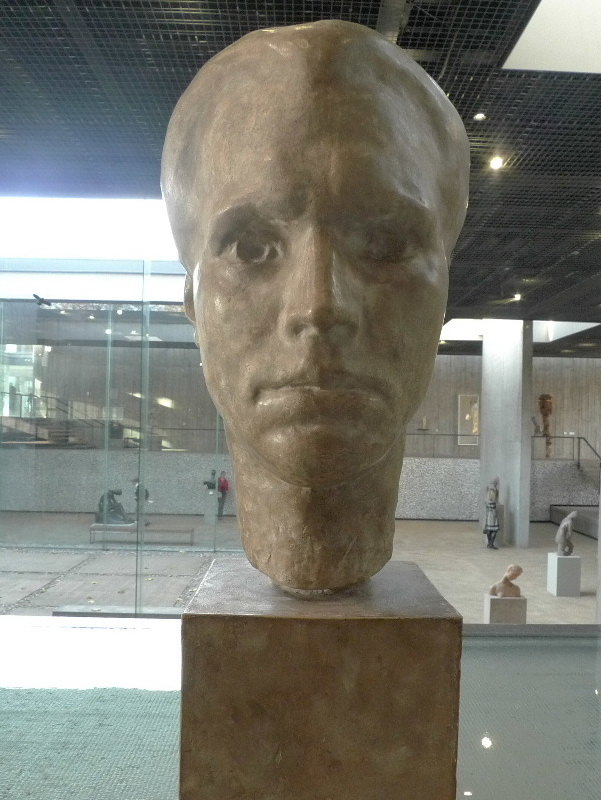
Porträtkopf Fritz von Unruh (1918).

## Musée
En 1964, le Musée Lehmbruck (de) (Stiftung Wilhelm Lehmbruck Museum - Zentrum Internationale Skulptur) a été construit à Duisbourg par Manfred, le 2e fils du sculpteur.
Si les sculptures de Wilhelm Lehmbruck occupent une large part de la collection, sont également exposées les œuvres d'artistes du XXe siècle, Ernst Barlach, Käthe Kollwitz, Ludwig Kasper, Hermann Blumenthal, Alexander Archipenko, Raymond Duchamp-Villon, Henri Laurens, Jacques Lipchitz, Alexandre Rodtchenko, Laszlo Peri, Naum Gabo, Anton Pevsner, Pablo Picasso, Salvador Dalí et Max Ernst. Un département des peintures d'artistes allemands des XIXe et XXe siècles complète ce musée.